# سن-اتین-دو-بولتون، کبک
سن-اتین-دو-بولتون (به فرانسوی: Saint-Étienne-de-Bolton) شهری در منطقه شهری مامفرماگوگ ناحیه استری در استان کبک کانادا است. در سرشماری سال ۲۰۱۱ این شهر ۵۲۷ نفر جمعیت داشته‌است و مساحت آن ۴۷٫۹۹ کیلومتر مربع است.